# Steradijan
Steradijan (symbol: sr) je prostorni kut čiji se vrh nalazi u središtu kugle, a na plohi kugle omeđuje površinu jednaku kvadratu polumjera kugle. Steradijan je SI izvedena jedinica. On je bezdimenzionalna jedinica, jer 1 sr = m2•m−2 = 1, ali u praksi je prikladno koristiti oznaku sr, umjesto “1” ili ničega.

## Opis
Po definiciji je r – polumjer kugle, h – visina kuglinog odsječka, θ – kut kružnog isječka. Budući da je po definiciji steradijana A = r2, to odgovara površini kuglinog isječka (A = 2πrh), iz čega dobivamo h/r = 1/(2π). Kut kružnog isječka iznosi:
{\displaystyle {\begin{aligned}\theta &=\arccos \left({\frac {r-h}{r}}\right)\\&=\arccos \left(1-{\frac {h}{r}}\right)\\&=\arccos \left(1-{\frac {1}{2\pi }}\right)\approx 0.572\,{\text{rad}}{\mbox{ or }}32.77^{\circ }\end{aligned}}}
Ili vrijedi 2θ ≈ 1,144 rad ili 65,54°.
Budući da je površina kugle 4πr2, to znači da kugla ima ≈ 12,56637 steradijana.